# Српско црквено пјевачко друштво Србадија

Српско црквено пјевачко друштво Србадија из Бијељине основано је 1899. године. После Другог светског рата друштво је угашено, а обновљено је 1992. године.
На свјетској ранг листи хорова коју је формирала Interkultur Foundation – Musica Mundi, хор „Србадија” заузима 17. мјесто у категорији традиционалне музике и 66. мјесто на укупној ранг лист (TOP 1000), и тиме представља најбоље рангирани хор из региона. 
Хором диригује проф. др. Десанка Тракиловић, која је и обновила рад друштва 1992. године.

## О дјелатностима хора
Репертоар Хора чине духовна и свјетовна дјела домаћих и свјетских композитора. Од 2002. године хор је организатор годишњег међународног фестивала хорске музике „Мајске музичке свечаности” у Бијељини.
Поред пјевања на Светим Литургијама, Хор наступа на многобројним домаћим и међународним фестивалима и такмичењима. „Србадија” је такође учествовала на бројним хуманитарним концертима, као и на значајним прославама, као што је прослава 860 година града Москве, у августу 2007. године. 

## Награде и признања
СЦПД „Србадија” је добитник низа признања Српске православне цркве, између осталих Ордена Светог Саве II и III степена. Од стране предсједника Републике Српске, поводом 110 година од оснивања, Хор је одликован орденом Његоша првог реда. 
Хор је освојио и низ међународних признања, бронзаних, сребрних и златних медаља у Мађарској, Аустрији, Италији, Њемачкој, Словачкој итд. Нека од њих су>
- Прва хорска Олимпијада, Линц, јул. 2000. год.
  - Сребрна медаља у категорији духовне музике
  - Бронзана медаља (мјешовити хор)
- Осмо међународно такмичење хорова, Будимпешта, 2001. год.
  - Златна медаља
- Такмичење хорова " Orlando di Lasso", Италија, јун 2001. год.
  - Двије сребрне медаље
- Девето међународно такмичење хорова, Будимпешта, 2003.
  - Златна медаља (традиционална музика)
  - Сребрна медаља (мјешовити хор)
- Десето међународно такмичење хорова, Будимпешта, 2005. год.
  - Двије златне медаље (побједници категорија: црквене и традиционалне музике)
  - Специјална награда "Johanes Brams"
- Четврти међународни хорски фестивал "Johanes Brams", Wernigerode, Њемачка, 2005. год.
  - Златна медаља
  - Сребрна медаља
- Пета Олимпијада хорова, Грац, јули 2008. год.
  - Златна медаља (традиционална музика)
  - Сребрна медаља (мјешовити хор)
- Други међународни музички фестивал, Братислава, јул 2010. год.
  - Сребрна медаља (категорија омладинских хорова)
  - Златна медаља (побједник категорије, категорија фолклорна музика са инструменталном пратњом)
- Други Гран при (Grand prix) хорске музике, Грац, јул 2011. године
  - Двије медаље части (категорије: мјешовити хор и фолклор)